# 塚本毅 (外交官)
塚本 毅（つかもと たけし、1896年〈明治29年〉- 1973年〈昭和43年〉12月7日）は、昭和期の日本の外交官。

## 経歴
熊本県玉名郡に生まれる。熊本県立玉名中学校（1916年卒業）を経て、1921年（大正10年）に東京高等商業学校（現一橋大学）本科を卒業した。1920年（大正9年）高等試験行政科試験に合格し、1921年に外務省に入省した。若手の頃から白鳥敏夫らとともに革新派官僚と呼ばれる。
外務省アメリカ局第二課長、スイス公使館書記官、外務省南洋局長心得、拓務省拓南局参与、ハルビン総領事や、スイス公使、外務省通商局勅任事務官、サイゴン公使、仏印総督府総務長官などを経て、1945年（昭和20年）から翌年にかけて最後の仏印大使を務めた。1946年（昭和21年）5月に退官した。
戦後、公職追放を受けた。のち、国際港湾会議準備会事務総長、輸入自動車協会専務理事、日本イスラエル協会理事長。

## 著書
- 『少数民族の問題』国際聯盟協会 1924年

## 訳書
- フレッド・エチ・アルドリチ著『國際聯盟の法理學的批判』巌松堂書店 1923年